# St. Peter und Paul (Rattelsdorf)

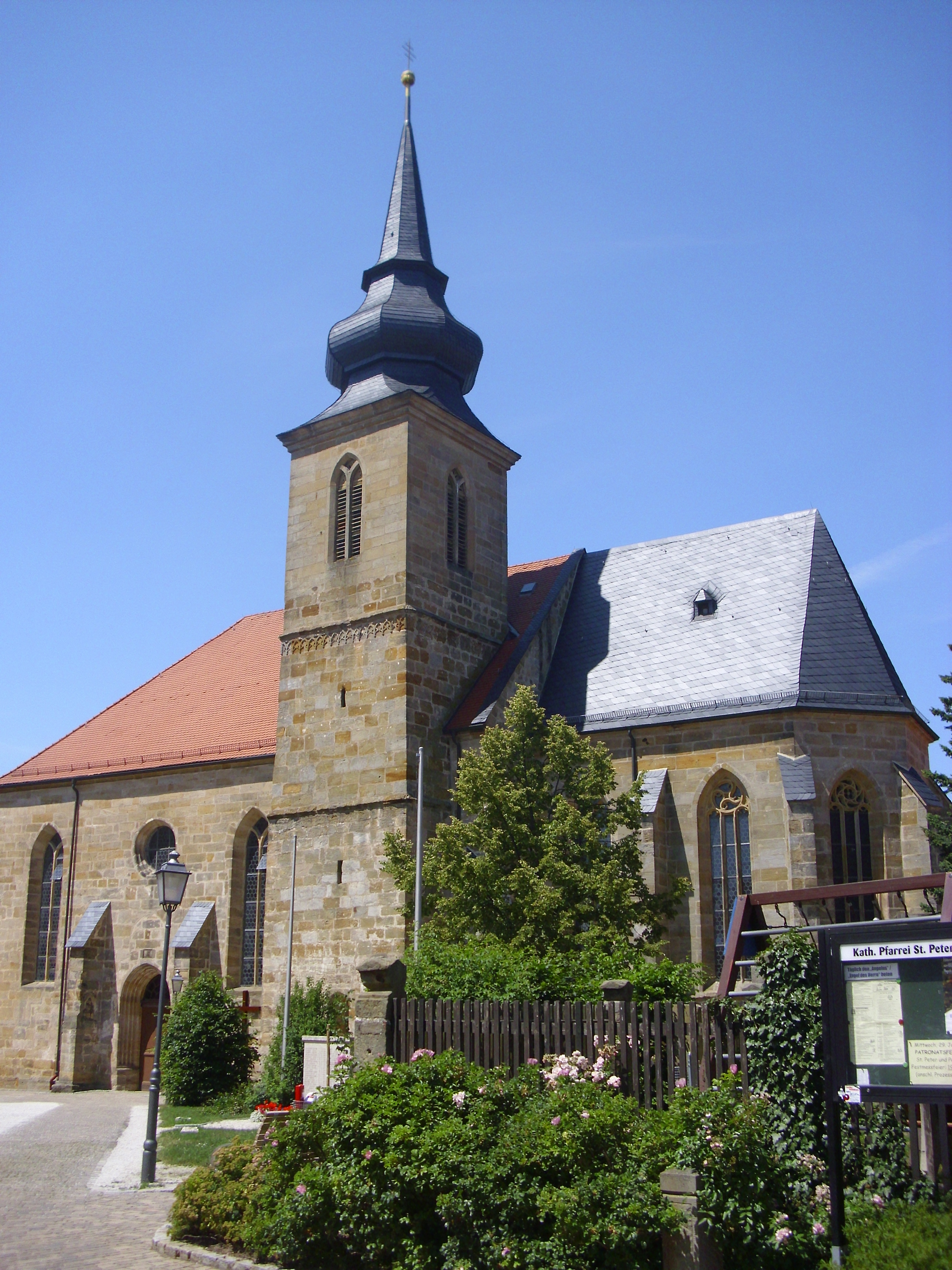
St. Peter und Paul (Rattelsdorf)

Die römisch-katholische Pfarrkirche St. Peter und Paul steht in Rattelsdorf, einem Markt im oberfränkischen Landkreis Bamberg (Bayern). Der Turm des denkmalgeschützten Bauwerks stammt im Kern aus dem 13. Jahrhundert. Die Pfarrei gehört zum Seelsorgebereich Main-Itz im Dekanat Bamberg des Erzbistums Bamberg. Kirchenpatrone sind die Apostel Peter und Paul.

## Beschreibung
Die beiden unteren Geschosse des dreigeschossigen Kirchturms aus Quadermauerwerk stammen aus der 1. Hälfte des 13. Jahrhunderts. Sie wurden ursprünglich von dem dreischiffigen Langhaus der 1465 gebauten Hallenkirche an der Nordostecke umklammert. Der von Strebepfeilern gestützte Chor im Osten wurde 1490 gebaut. Er besteht aus einem Joch mit 5/8-Schluss und wird von einem Kreuzrippengewölbe überspannt. Der Kirchturm wurde 1819 mit einem Geschoss, das den Glockenstuhl beherbergt, aufgestockt und mit einer Zwiebelhaube bedeckt. 1823/24 wurden das Langhaus erhöht und die Hallenkirche in eine Saalkirche umgewandelt.
Die 1980 von Volkmar Krätzer gebaute Orgel hat 16 Register, 2 Manuale und ein Pedal.